# Arabiska våren
|  | Regeringen avsatt |

|  | Långvariga upplopp och regeringsförändringar |

|  | Protester och regeringsförändringar |

|  | Större protester |

|  | Mindre protester |

|  | Inbördeskrig |

|  | Icke-arabiska länder i liknande förlopp |

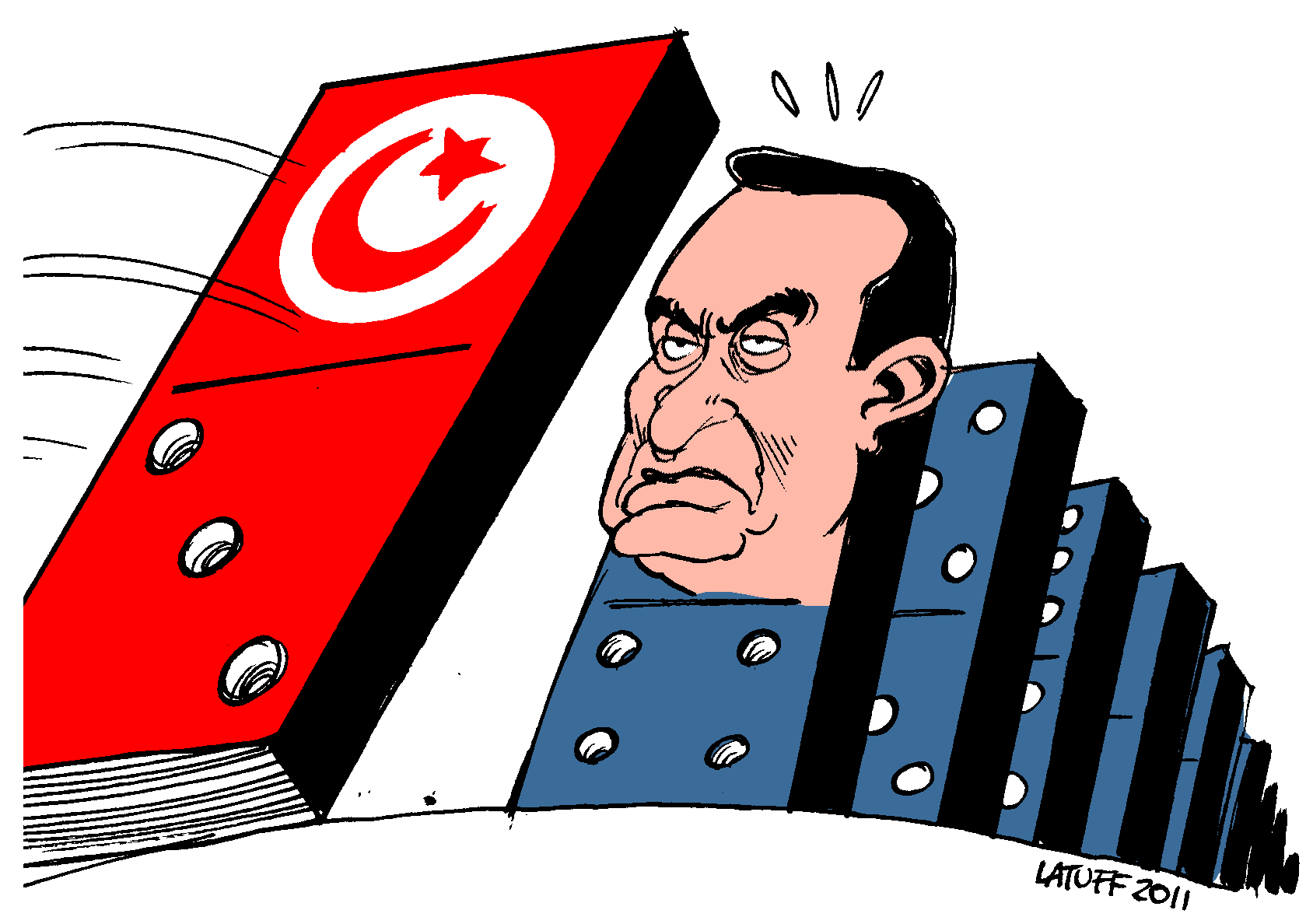
En politisk teckning av Carlos Latuff som visar hur Egyptens president Hosni Mubarak drabbas av dominoeffekten från Tunisien.

Arabiska våren var en serie av politiska protestyttringar i arabiska länder i Nordafrika och på Arabiska halvön som inleddes 2010, med krav på bland annat regeringsavgångar, regimbyten och demokratiska reformer. Proteströrelsen i delar av den arabiska världen ville förändra styrelsesättet och förbättra människorättssituationen. Sedan vintern 2011 spred sig upproret från land till land med olika resultat. 
Den arabiska våren hade sitt ursprung i en självbränning som inträffade den 17 december 2010 i Tunisien när gatuförsäljaren Mohammed Bouazizi tände eld på sig själv i protest mot sina egna levnadsvillkor efter polisens beslag av hans grönsaksvagn. Många tunisier kände igen sig i Bouazizis livssituation. Detta blev starten på ett uppror i januari 2011 som spred sig från småstaden Sidi Bouzid till andra delar av landet, inklusive huvudstaden Tunis. Hundratals människor miste sina liv i oroligheterna som följde demonstrationerna.
Demonstrationerna spred  sig till Algeriet, Egypten, Bahrain, Libyen, Jemen och Syrien i allt större utsträckning. Mindre eller relaterade demonstrationer förekom även i Marocko, Mauretanien, Saudiarabien, Turkiet, Oman, Irak, Kuwait, Jordanien, Djibouti, Somalia, Sudan, och Västsahara. Libyska inbördeskriget pågick under 2011, och Syriska inbördeskriget har pågått sedan 2011, där omfattande religionsförföljelse har orsakat stora flyktingströmmar till grannländer och bidragit till flyktingkrisen i Europa. I Egypten ökade religionsförföljelsen av kristna kopter, och militären återtog makten från en demokratiskt vald regering ledd av Muslimska brödraskapet och avrättade många av dess ledare. Tunisien var det enda land där arabiska våren ledde till att en auktoritär regim (enligt Demokratiindex 2010)  ersattes av ett visst mått av demokrati (en s.k. demokrati med anmärkning 2014). De tidigare auktoritära styrelseskicken hade undertryckt etniska och religiösa motsättningar, konflikter mellan shia och sunni samt konflikter mellan araber och kurder. När statsbildningarna föll blossade de tidigare konflikterna upp igen. I Saddam Husseins Irak regerade sunni-minoriteten och förtryckte shia-majoriteten, men i demokratiska val tog shia-gruppen makten.

## Bakgrund
Bakgrunden till upproren var en önskan om demokratisering, upprätthållandet av de mänskliga rättigheterna och bättre levnadsvillkor i länder som var präglade av förtryck. Orsakerna till upproren varierade från land till land både på grund av olika historiska förutsättningar och skillnader i samhället och styrelsesätt. De flesta av ländernas regeringar uppfattades som korrupta och auktoritära. Spänningen mellan strävan efter revolter och avsaknad av regeringsreformer kan ha varit bidragande faktorer till protesterna.

## Händelser

### Tunisien
Den tunisiska revolutionen, också kallad jasminrevolutionen, slutade med att landets president Zine El Abidine Ben Ali avgick och flydde i exil till Saudiarabien. I sin frånvaro blev han i juni 2011 ställd inför domstol och dömdes till 35 års fängelse för stöld av statens egendom. Upproret hade ekonomiska och sociala orsaker. Utbredd arbetslöshet, särskilt bland de unga, ökande matpriser och brist på respekt för grundläggande mänskliga rättigheter var några av orsakerna.
En annan orsak tillskrivs Wikileaks avslöjande av omfattande korruption i Tunisien samtidigt som befolkningen drabbades av lågkonjunkturen, och att denna information nådde det tunisiska folket via TV-kanaler såsom al-Jazira, mobiltelefoner, samt sociala medier, mejl och annan Internetkommunikation, trots den tunisiska regimens försök till censur. Emellertid betraktas dessa medier av de flesta experter enbart som revolutionens verktyg, inte dess katalysator.
En övergångsregering etablerades fram till valet i oktober år 2011. Valet genomfördes fredligt och med en uppslutning av 90 % av väljarna. Den nya folkvalda församlingen skulle inom ett år utarbeta och anta en ny grundlag.

### Egypten
I Egypten började upproret den 25 januari 2011 då tusentals demonstranter marscherade Kairos gator i protest mot president Hosni Mubaraks regim som varit vid makten sedan 1981. Denna dag blev senare kallad vredens dag. Demonstranterna marscherade till Tahrirtorget och slog läger. Inspirerade av upproret i Tunisien organiserades gatudemonstrationer och protester i januari och februari. 
President Mubarak avgick 11 februari 2011 och högsta militärledningen tog över styret av Egypten fram till nästa presidentval. I det efterföljande valet den 28 november till Egyptiska parlamentets underhus blev den islamistiska rörelsen Muslimska brödraskapet vinnare. Presidentvalet 2012 vanns av Frihets- och rättvisepartiets kandidat Muhammad Mursi som tillträdde den 30 juni 2012, och vars regering innefattade några ministrar från muslimska brödraskapet. Massiva protester uppstod mot Muhammad Mursis försök till grundlagsändring. Den 3 juli 2013 avsattes han av militären. Landet leddes nu på nytt av de väpnade styrkornas högsta råd och dess ordförande Abdul Fatah al-Sisi tillsammans med den militärt tillsatta presidenten Adli Mansour. Ett stort antal medlemmar av muslimska brödraskapet dömdes till avrättning eller livstids straff. Efter att han vunnit presidentvalet den 28 maj 2014 tillträdde Abdul Fatah al-Sisi som president den 8 juni.

### Libyen
I Libyen utbröt även uppror den 15 februari 2011. Upproret började i östra delen av landet med centrum i den näst största staden Benghazi och spred sig till andra delar av landet, inklusive huvudstaden Tripoli. I likhet med grannländerna krävde demonstranterna bättre levnadsvillkor och mer frihet samt uttryckte sitt missnöje med den auktoritära regimen. Muammar al-Gaddafi som hade styrt landet sedan 1969, slog ned upproret. Inbördeskriget pågick i ett halvt år, med omfattande strider om flera centrala städer. 
Upprorsstyrkorna hade intagit den sista al-Gaddafi-kontrollerade staden den 20 oktober 2011 då al-Gaddafi avled efter skadorna han fått efter strid med rebelltrupperna. Det libyska upproret blev då också officiellt avslutat. Den nya staten föll dock snart sönder och 2014 utbröt ett nytt fullskaligt inbördeskrig. Landet styrs av två rivaliserande regeringar sedan 2014.

### Algeriet och Marocko
Demonstrationer förekom också i Algeriet och Marocko. Demonstrationerna började i januari 2011 och eskalerade i februari. Bland annat på grund av att militären och kravallpolisen behöll sin lojalitet mot staten istället för att delta i upproret blev de inte lika omfattande som i grannländerna. 
I Algeriet upphävdes den 24 februari 2011 undantagstillståndet som rått i landet sedan 1992. I Marocko lovade myndigheterna att reducera kungens makt. En folkomröstning hölls i Marocko i slutet av juni 2011 och de föreslagna ändringarna i grundlagen blev antagna.

### Syrien
Det syriska upproret började med en protestmarsch i huvudstaden Damaskus i mars 2011. Man ställde krav om frigörelsen av politiska fångar. Ett center för upproret var staden Deraa i södra Syrien där det uppstod hårda sammandrabbningar mellan aktivister och säkerhetsstyrkor.
Regimen försökte att dämpa oron i landet genom att frige politiska fångar och president Bashar al-Assad avsatte regeringen. Vissa av fångarna var dock islamistiska extremister, när de släppte de islamistiska extremisterna anslöt de sig till upproret. Presidenten utlovade först demokratiska reformer. Han hävde den 19 april 2011 det undantagstillstånd i landet som varit i kraft sedan 1963, och inledde fria val 2012, men utövade samtidigt våld mot oppositionsgrupper. 
Några länder gav ekonomiskt stöd till regeringen, andra till etniska och religiösa oppositionsgrupper, och konflikten utvecklades till Syriska inbördeskriget.

### Jemen
Den 27 januari 2011 samlades demonstranter på gatorna i Jemens huvudstad Sanaa och krävde att president Ali Abdullah Saleh skulle avgå. Trots att Saleh kungjorde att han inte ville ställa upp i nästa val 2013 fortsatte demonstrationerna och efter en månads protester öppnade säkerhetsstyrkorna eld mot demonstranterna i Sanaa. President Saleh deklarerade att Jemen var i undantagstillstånd.
Jemens vicepresident Abd Rabu Mansur Hadi valdes till president och ersatte Ali Abdullah Saleh den 25 februari 2012.

### Bahrain
I Bahrains huvudstad Manama samlades den 14 februari 2011 folkmassor för att protestera mot korruption och arbetslöshet och för att visa sitt missnöje med den regerande monarkin. Ett av huvudmålen var att uppnå större politisk frihet och inflytande för shiamuslimerna som var trötta på att bli styrda av den sunnimuslimska minoriteten. Den 15 mars 2011 deklarerade myndigheterna undantagstillstånd. Under undantagstillståndet, som varade till juni samma år, blev tusentals demonstranter, människorättsaktivister och journalister arresterade. Många blev ställda inför rätta inför nyupprättade militärdomstolar. Demonstrationer som krävde att dessa skulle bli frisläppta fortsatte under hösten 2011.
Protesterna fortsatte under 2012 och 2013. Kungahuset i Bahrain utlovade dialog och demokratiska reformer.

### Andra länder
I Libanon, Jordanien, Saudiarabien, Iran, Irak, Oman och Sudan förekom mindre proteströrelser som följt liknande mönster.  Påverkade av utvecklingen i regionen krävdes mer demokrati, respekt för de mänskliga rättigheterna samt förbättring av levnadsvillkoren.
Kung Abdullah II av Jordanien bytte ut premiärminister Samir Rifai mot Marouf al-Bakhit och gav denne i uppdrag att genomföra demokratiska reformer i landet.
Sudans president Omar al-Bashir lovade att han inte skulle ställa upp för omval i landets presidentval 2015. Han drog emellertid tillbaka sitt löfte och ställde upp ändå. Efter fyra månader av massprotester 2019 avsatte Sudans försvarsminister al-Bashir i en statskupp. Upproren i Sudan 2021 har visat att politiska rörelser mot auktoritära ledare och exploatering fortfarande förekommer i landet.
Sultanen av Oman, Qabus ibn Said, lovade att höja minimilönen för landets privata sektor. 
Saudiarabiens kung Abdullah bin Abdul Aziz utlovade höjda löner för landets offentliganställda och gav antydningar till vissa demokratiska reformer.

## Användningen av sociala medier
Under Arabiska våren spelade sociala medier, som Facebook och Twitter, en så viktig roll att händelserna ibland kallats för "Twitter- och Facebookrevolution". Med hjälp av tjänsterna kunde människor i de olika länderna komma i kontakt med varandra och olika oppositionella grupper nådde ut samtidigt som allmänheten kunde ta del av ett bredare informationsutbud genom nätet. Under 2011 var #egypt den mest använda hashtaggen på Twitter. 
Bland annat användes tjänsten Bambuser för att livesända videos vilket medförde att tjänsten blockerades i Syrien. I Egypten stängdes internet ner av Hosni Mubarak. Aktivisterna twittrade då genom att ringa vänner i utlandet som skrev och la ut texterna åt dem. Försöka att avskärma omvärlden från länderna avvärjdes av hackare som såg till att oppositionen kunde koppla upp sig och skicka ut information till omvärlden. Till exempel spammade aktivisterna egyptiska faxar med instruktioner till hur man kringgick censur. Nummer till fria modempooler spreds och instruktioner till kortvågsradio.

## Internationell respons
Storbritanniens utrikesminister William Hague krävde att de drabbade regeringarna skulle upphöra med att använda styrkor mot protestanter och för större demokratiska reformer. David Cameron, Storbritanniens premiärminister, blev den första ledaren i världen att besöka Egypten sedan det att Mubarak avsattes 10 dagar tidigare.
Eftersom många av världens stora oljeproducenter ligger i Mellanöstern ledde oroligheterna till högre oljepriser. IMF reviderade sin prognos för 2011 års oljepriser till ett högre pris, och rapporterade också att matpriser kunde öka. Därutöver höjde en viss oro över Suezkanalen priserna på skeppning och olja. Även om det upprörde de berörda regeringarna uppmärksammades al-Jazira för det sätt som kanalen täckte protesterna på.

## Arabiska våren i juli 2014
| ”                                                | Glädjeropen över den arabiska våren är ett smärtsamt minne blott. Den omvälvning som inleddes i Tunisien, fortsatte till Egypten och Libyen och dog någonstans mellan Tahirtorget och en kulvert i Kadaffis hemort Sirte är på god väg att bli vårt århundrades – hittills – största geopolitiska händelse. | „ |
| – Csaba Bene Perlenberg, Sydsvenskan 2 juli 2014 | |   |